# Yage Taung
Yage Taung är ett berg i Myanmar.   Det ligger i regionen Taninthayiregionen, i den södra delen av landet, 800 km söder om huvudstaden Naypyidaw. Toppen på Yage Taung är 993 meter över havet, eller 80 meter över den omgivande terrängen. Bredden vid basen är 1,3 kilometer.
Terrängen runt Yage Taung är huvudsakligen kuperad. Runt Yage Taung är det glesbefolkat, med 9 invånare per kvadratkilometer. Det finns inga samhällen i närheten. I omgivningarna runt Yage Taung växer i huvudsak städsegrön lövskog.